# Anahita
Aredvi Sura Anahita (Arədvī Sūrā Anāhitā) en la lengua avéstica, es el nombre de una figura cosmológica indo-iraní, venerada como la divinidad de las aguas, asociada con la fertilidad, la virginidad, la sanación y la sabiduría. También está considerada como una diosa de la guerra

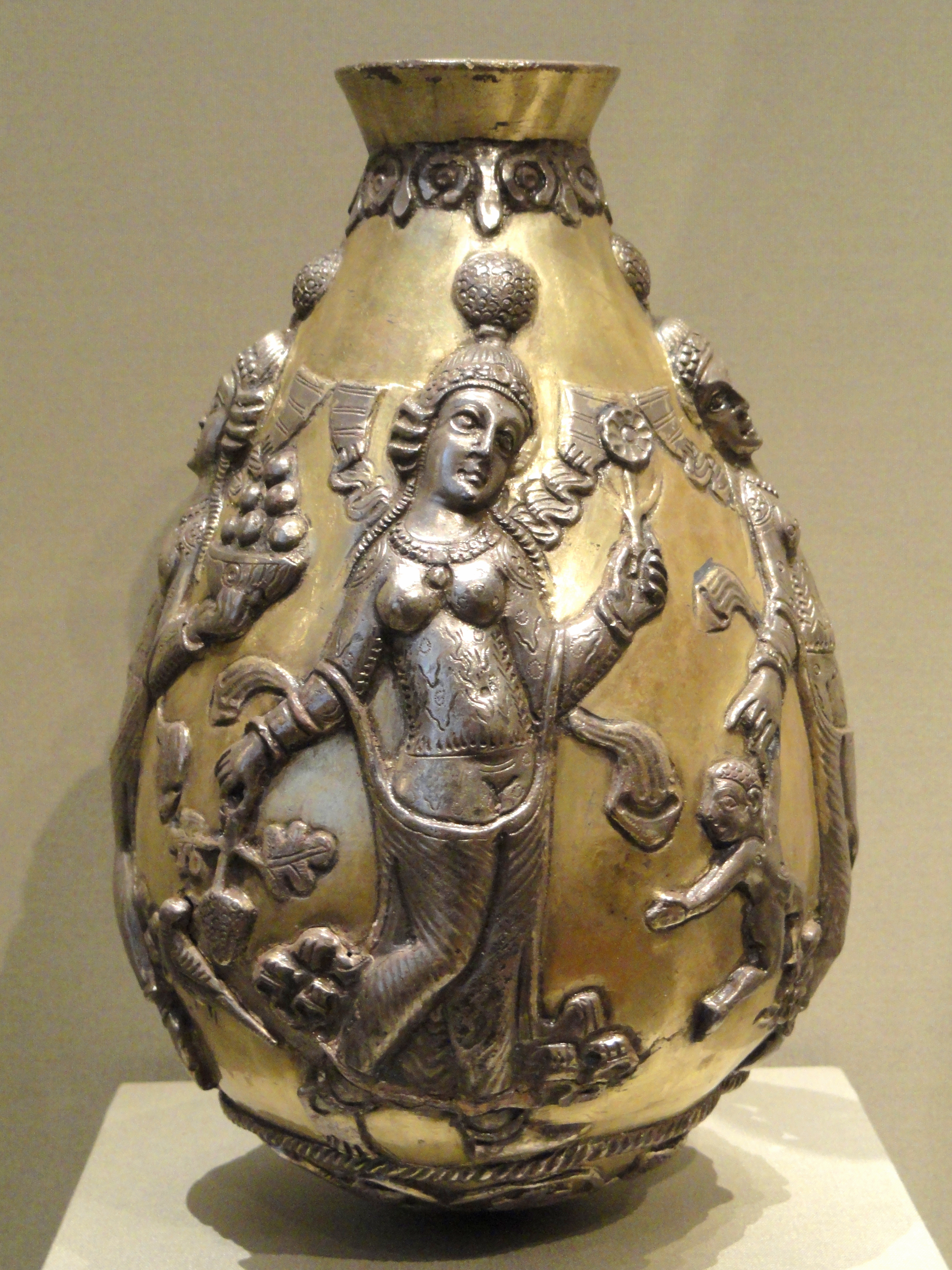
Vasija sasánida de plata y dorado del siglo cuarto-sexto, la cual se cree que muestra a Anahita. (Cleveland Museum of Art)

Personificación del planeta Venus en  el zoroastrismo, su nombre significa «sin mancha». También estuvo asociada con la promiscuidad sexual y la prostitución sagrada. Anahita o Anaitis en griego y Aredvi Sura Anahita (“Húmeda, Fuerte, Incontaminable”) en el Avesta, el nombre es el mismo que el de un río mítico; esto parece indicar una unificación de lo que originariamente fueron dos deidades diferentes. 
Era una divinidad adorada y respetada por los lidios, los armenios y los persas, que parece corresponder entre los primeros a Artemisa, y entre los otros a Afrodita (es la Afrodita de los persas y armenios). Se celebraban en su templo las asambleas más importantes y le estaban consagradas las jóvenes más hermosas. En su fiesta se reunían los hombres y las mujeres y bebían hasta embriagarse. Según su teogonía, reside en la región de los astros, y Ahura Mazda la destinó a velar sobre la creación. El mismo dios supremo prescribió, entre otros preceptos, a Zaratustra la adoración de Anahita. Dispensa la salud y viaja en un carro arrastrado por cuatro caballos blancos, alegoría del viento, la lluvia, la nube y la escarcha.
Posiblemente de origen mesopotámico, su culto fue importante durante el Imperio Persa, en especial con Artajerjes II, en cuya época se le erigieron numerosas estatuas y templos. Cierto culto a esta diosa persistió después en Asia Menor.